# Pawlice
Pawlice [pronunciación en polaco: /paˈvlit͡sɛ/] (en alemán: Hanswalde) es un pueblo ubicado en el distrito administrativo de Gmina Kwidzyn, dentro del Condado de Kwidzyn, Voivodato de Pomerania, en Polonia del norte. Se encuentra aproximadamente a 8 kilómetros al este de Kwidzyn y a 78 kilómetros al sur de la capital regional Gdansk.
Antes de 1945, el área fue parte de Alemania. Para la historia de la región, véase Historia de Pomerania.
El pueblo tiene una población de 404 habitantes.